# Castello di Dunstaffnage
Il castello di Dunstaffnage è un castello parzialmente in rovina situato nell'Argyll e Bute, nella costa occidentale della Scozia, a circa 5 km dal paese di Oban. Sorge su un conglomerato roccioso, su un promontorio, all'entrata sud-ovest del Loch Etive ed è circondato dal mare su tre lati.
Il castello è databile al XIII secolo e questo lo rende uno dei più antichi castelli in pietra della Scozia insieme ai vicini castelli di Sween e Tioram. Posto in posizione strategica il castello venne costruito da uno degli esponenti del Clan MacDougall, fino a che nel XV secolo finì nelle mani del Clan Campbell. A tutt'oggi è ancora in uso il titolo di "Capitano di Duntaffnage" anche se ormai il castello è disabitato ed è nelle mani dell'Historic Scotland, la struttura è aperta al pubblico anche se il corpo di guardia del XVI secolo è ancora considerato come l'abitazione privata del capitano. Il prefisso Dun significa "forte" in gaelico.

## Le origini perse nel tempo
Prima della costruzione del castello vero e proprio Dunstaffnage fu uno dei contrafforti del regno di Dalriada conosciuto con il nome di Dun Monaidh attorno al VII secolo. Secondo uno storico del XVII secolo la Pietra di Scone venne conservata qui, dopo essere venuta dall'Irlanda prima di finire a Scone nell'843. Altri storici ritengono tuttavia che altre località come Iona o Dunadd, attualmente un sito archeologico, siano più papabili per via dei legami che avevano con Dalriada e con i sovrani del Strathclyde. Lo storico rinascimentale Ettore Boezio ritenne che la pietra fosse stata conservata ad Evonium, una mitica città perduta che egli identifica con Dunstaffnage, mentre storici moderni tendono a identificarla con la città di Irvine.

## Da un clan all'altro
Il castello vero e proprio venne costruito nel XIII secolo quale residenza per Duncan MacDougall, nipote del potente capo militare Somerled. Duncan venne senza successo attaccato dal fratello Uspak, di ritorno dalla Norvegia che trovò poi la morte in un attacco al castello di Rothesay insieme ai norvegesi dopo il 1230. Duncan viaggiò a Roma nel 1237 e fu il fondatore del priorato di Ardchattan. La data di morte di Duncan è sconosciuta, ma nel decennio del 1240 suo figlio Ewen MacDougall ereditò le proprietà paterne e le ampliò ancora arrivando a definirsi "re delle Isole", è possibile che si debba ad Ewen la costruzione di tre torri rotonde sopra il castello e l'ampliamento delle sale interne. A seguito della ricacciata dell'influenza norvegese nell'Argyll ad opera di Alessandro III di Scozia i MacDougall tornarono entro il seno della monarchia scozzese ed Alexander, figlio di Ewen, venne nominato sceriffo dell'Argyll nel 1293.
Allo scoppiare delle Guerre di indipendenza scozzesi i MacDougall supportarono John Balliol e Robert Bruce, principale rivale di John sconfisse i MacDougall alla Battaglia del Passo di Brander fra il 1308 e il 1309 e dopo un breve assedio prese il controllo del castello.
Ora che era di proprietà della corona il castello finì nelle mani di diversi custodi. Giacomo I di Scozia lo mise sotto assedio nel 1431 a seguito della battaglia di Inverlochy giacché i suoi nemici avevano trovato rifugio al suo interno. Nel 1455 James Douglas, IX conte di Douglas vi si fermò mentre andava a trattare con John Islay, Conte di Ross, Signore delle Isole. A questo seguì l'attacco di Giacomo II di Scozia al potere dei Douglas che si concluse col Trattato di Westminster del 1462. Un altro custode, John Stewart di Lorn venne accoltellato dal rivale Alan MacDougall mentre andava a sposarsi presso la cappella di Dunstaffnage nel 1463 anche se sopravvisse abbastanza da poter pronunciare i voti matrimoniali. Uno dei MacDougall fu in grado di riprendersi il castello, ma venne scacciato da Giacomo III di Scozia che lo cedette a Colin Campbell, I conte di Argyll (1433circa-10 maggio 1493), era il 1470.
Successivamente i conti di Argyll vennero nominati capitani perché potessero sovrintendere alla zona. Al castello vennero quindi apportati numerosi cambiamenti, in particolare il corpo di guardia venne rifatto in quel periodo. Il Clan Campbell era leale alla corona e Dunstaffnage venne usato quale sede di partenza per numerose spedizioni punitive specie contro i MacDonald che dominavano le Isole fra il XV e il XVI secolo. Dunstaffnage ospitò anche Giacomo IV di Scozia per due volte.
Durante la Guerra civile inglese il castello vide un paio di occasioni di guerra, nel 1644 resistette contro le armate di James Graham, I marchese di Montrose, mentre nel 1685 venne bruciato dalle truppe realiste a seguito della fallita ribellione di Archibald Campbell, IX conte di Argyll contro il cattolico Giacomo II d'Inghilterra. Durante l'Insurrezione giacobita nel 1715 e nel 1745 Dunstaffnage venne occupato dalle truppe governative e Flora MacDonald che aveva aiutato nella fuga Carlo Edoardo Stuart vi venne imprigionata brevemente nell'attesa di essere portata a Londra.
I Campbell continuarono ad ampliare il castello aggiungendo nuovi edifici nell'ala ovest ancora nel 1725, tuttavia Dunstaffnage stava già decadendo. Nel 1810 un incendio accidentale lo danneggiò gravemente e il Capitano andò a vivere a Dunstaffnage House, a un paio di km a sud-est finché anch'essa non venne distrutta da un incendio nel 1940. Un locatario continuò a vivere nell'edificio datato al 1725 fino al 1888.
Dei lavori di restauro iniziarono nel 1903 per volere dell'allora duca di Argyll, proprietario del castello, nel 1912 la famiglia finì in tribunale, il quale alla fine decretò che Angus Campbell, capitano per diritto ereditario, vi avesse diritto di residenza nonostante la proprietà degli Argyll. I lavori subirono un ritardo a causa dello scoppio della prima guerra mondiale e il totale restauro non venne mai ultimato. Nel 1958 l'allora capitano e il duca s'accordarono per dare il castello nelle mani dello stato e ad oggi è sotto la tutela dell'Historic Scotland.

## Il castello
Dunstaffnage è una struttura irregolare a pianta quadrangolare con tre torri rotonde poste agli angoli, misura approssimativamente 35x30 metri ed ha una conferenza di circa 120 metri. Le mura sono in pietra con intonaco d'arenaria e s'ìnnalzano per diciotto metri incluso il conglomerato che funge da piattaforma. Le mura hanno uno spessore di tre metri e sono fortemente difensive in modo consono alla posizione strategica del castello posto all'imbocco del Loch Etive e con il Passo di Brander dietro di lui. I camminamenti, che una volta percorrevano l'intero perimetro, sono stati parzialmente ricostruiti, mentre gli antichi parapetti sono andati perduti. Le feritoie esistono ancora e una volta, sui muri, s'ergevano cannoni recuperati da vascelli naufragati dell'Invincibile Armata.
Poco dopo la costruzione del castello vennero aggiunte tre torri, una nord, una a est e una a ovest, la torre nord, che è anche il Dongione, è ovviamente la più larga, doveva essere di tre o quattro piani e probabilmente constava anche di appartamenti privati. La torre ovest è la più interna e la sola via d'accesso era dai camminamenti, a piano terra ospitava una prigione cui era possibile accedere da un passaggio soprastante. La torre est venne completamente rifatta nel XV secolo e divenne il corpo di guardia. I rifacimenti portarono la torre ad avere l'aspetto di una Casatorre con delle feritoie poste lungo la parete d'accesso. Attualmente vi si accede da una scala che rimpiazza l'antico Ponte levatoio. Altri lavori del XVIII secolo la dotarono anche di camere private, gli abbaini sono coperti da dei timpani che portano impresse le armi dei Campbell e le iniziali AEC (Aeneas Campbell) e DLC (Dame Lillias), ossia l'XI conte di Argyll e la moglie. I timpani vennero rimossi nei lavori di restauro del 1903.
Dell'ala est, collocata fra le torri nord ed est, non rimangono che le fondamenta. Era il corpo di edifici principale ed una grande sala si stendeva sopra le cantine, il salone aveva alte e lunghe finestre decorate con motivi scultorei e la loro parte esterna si può ancora vedere sui muri orientali del castello. Un secondo complesso di edifici era nella parte nord-occidentale e doveva essere collegato all'altro attraverso il dongione. Al piano terra c'erano le cucine e nel 1725 fu ricostruita a due piani, collegati da una scala con degli abbaini che oggi fanno parte del corpo di guardia. Il pozzo che si trova di fronte è originale, non così la pietra che lo circonda che risale al XIX secolo.